# Палліні
Палліні (грец. Παλλήνη) — місто в Греції, у периферії Аттика, столиця ному Східна Аттика. Нині місто, як і Пірей, майже злилось із столицею — Афінами — і є фактично їх південним передмістям. За 20 км на північ від Палліні розташований міжнародний аеропорт «Елефтеріос Венізелос».

## Історія
Місто Палліні згадується у численних давньогрецьких міфах. Так, наприклад, Тесей бажав об'єднати всю Аттику саме під проводом Афін, а Палліні були останнім містом, яке всіляко чинило спротив. У Палліні ж правив Васіліс Палл, від імені якого походить сучасна назва міста. У битві, що відбулася при Палліні, Тесею вдалось за допомогою зрадників Агносія, заволодіти містом та таким чином об'єднати усю Аттику під владою Афін.
У прадавньому місті Палліні колись існував одних з найзнаменитіших в Елладі храмів богині Афіни. Цей храм у своїх працях згадували давньогрецькі історики та письменники, серед них: Геродот, Аристотель, Евріпід та Аристофан. У 539 до н. е., або згідно з іншими джерелами, у 541 до н. е. в період боротьби Пісістрата за владу над Афінами відбулась битва при Палліні, перемога у якій дозволила Пісістрату встановити в Афінах тиранію.
Сучасний собор Святого Трифона зведений на місці легендарного прадавнього храму, присвяченого богині Афіні.

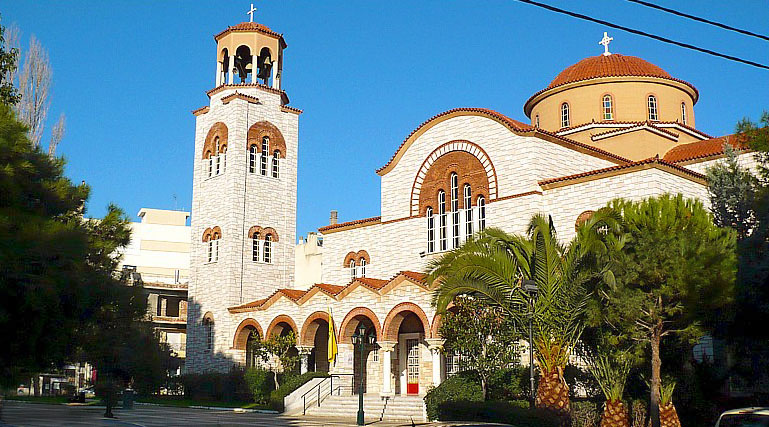
Собор Святого Трифона в Палліні

## Населення
| Рік  | Місто  | Муніципалітет |
| ---- | ------ | ------------- |
| 1981 | 5,475  | —             |
| 1991 | 8,021  | 10,908        |
| 2001 | 12,552 | 16,679        |